# Ivan Chiriaïev
Ivan Ŝirjaev
Ivan Guennadievitch Chiriaïev (ou Ivan Gennadjevitch Ŝirjaev selon la transcription espérantiste, en russe : Иван Геннадьевич Ширяев ; né le 11 avril 1877 et mort le 23 octobre 1933) est un auteur espérantophone russe.

## Biographie
Ivan Chiriaïev nait le 11 avril 1877 à Vereteïa, à Mologa, en Russie, de Guennadi Ivanovitch Chiriaïev, diacre orthodoxe, et d’Aleksandra Ivanovna Chiriaïeva, fille du précédent diacre du village,. Son père l’envoie au séminaire de Iaroslavl, d’où il finit ses études en 1899.

## Œuvres
- (eo) Sep Rakontoj, 1906
- (eo) La Ciganino, 1907
- (eo) Tra la Loko Ensorĉita, 1913
- (eo) Forta Impreso, 1914
- (eo) Peko de Kain, 1932